# Blossom Cup 2011
Il Blossom Cup 2011 è stato un torneo femminile di tennis facente parte della categoria ITF Women's Circuit nell'ambito dell'ITF Women's Circuit 2011. Il montepremi del torneo era di $50 000 e si è svolto nella settimana tra il 3 gennaio e il 9 gennaio. Il torneo si è giocato nella città di Quanzhou in Cina.

## Vincitori

### Singolare
Jing-Jing Lu ha battuto in finale  Stéphanie Foretz Gacon con il punteggio di 3–6, 7–6(2), 6–3

### Doppio
Liu Wan-Ting /  Sheng-Nan Sun hanno battuto in finale  Julija Bejhel'zymer /  Oksana Kalašnikova con il punteggio di 6–3 6–2